# Liste des cantons français en Provence-Alpes-Côte d'Azur depuis 2015
Cet article présente et répertorie la liste des 124 cantons de la région Provence-Alpes-Côte d'Azur depuis 2015.

## Alpes-de-Haute-Provence (04) - 15 cantons
| Nom                        | Bureau centralisateur      | Communes                        | Communes |
| -------------------------- | -------------------------- | ------------------------------- | --- |
| Barcelonnette              | Barcelonnette              | 14                              | Barcelonnette, La Condamine-Châtelard, Enchastrayes, Faucon-de-Barcelonnette, Jausiers, Le Lauzet-Ubaye, Méolans-Revel, Pontis, Saint-Paul-sur-Ubaye, Saint-Pons, Les Thuiles, Ubaye-Serre-Ponçon, Uvernet-Fours, Val d'Oronaye. |
| Castellane                 | Castellane                 | 32                              | Allons, Allos, Angles, Annot, Beauvezer, Braux, Castellane, Castellet-lès-Sausses, Colmars, Demandolx, Entrevaux, Le Fugeret, La Garde, Lambruisse, Méailles, Moriez, La Mure-Argens, Peyroules, La Rochette, Rougon, Saint-André-les-Alpes, Saint-Benoît, Saint-Julien-du-Verdon, Saint-Pierre, Sausses, Soleilhas, Thorame-Basse, Thorame-Haute, Ubraye, Val-de-Chalvagne, Vergons, Villars-Colmars. |
| Château-Arnoux-Saint-Auban | Château-Arnoux-Saint-Auban | 8                               | Aubignosc, Château-Arnoux-Saint-Auban, Châteauneuf-Val-Saint-Donat, L'Escale, Ganagobie, Montfort, Peyruis, Volonne. |
| Digne-les-Bains-1          | Digne-les-Bains            | 6 + fraction de Digne-les-Bains | Le Castellard-Mélan, Hautes-Duyes, Entrages, Marcoux, La Robine-sur-Galabre, Thoard et la première partie de Digne-les-Bains. |
| Digne-les-Bains-2          | Digne-les-Bains            | 6 + fraction de Digne-les-Bains | Aiglun, Barras, Champtercier, Malijai, Mallemoisson, Mirabeau et la seconde partie de Digne-les-Bains. |
| Forcalquier                | Forcalquier                | 15                              | La Brillanne, Cruis, Fontienne, Forcalquier, Lardiers, Limans, Lurs, Mallefougasse-Augès, Montlaux, Niozelles, Ongles, Pierrerue, Revest-Saint-Martin, Saint-Étienne-les-Orgues, Sigonce. |
| Manosque-1                 | Manosque                   | 2 + fraction de Manosque        | Montfuron, Pierrevert et la première partie de Manosque. |
| Manosque-2                 | Manosque                   | 2 + fraction de Manosque        | Saint-Martin-les-Eaux, Volx et la deuxième partie de Manosque. |
| Manosque-3                 | Manosque                   | 2 + fraction de Manosque        | Corbières, Sainte-Tulle et la dernière partie de Manosque. |
| Oraison                    | Oraison                    | 3                               | Les Mées, Oraison, Villeneuve. |
| Reillanne                  | Reillanne                  | 21                              | Aubenas-les-Alpes, Banon, Céreste, Dauphin, L'Hospitalet, Mane, Montjustin, Montsalier, Oppedette, Redortiers, Reillanne, Revest-des-Brousses, Revest-du-Bion, La Rochegiron, Sainte-Croix-à-Lauze, Saint-Maime, Saint-Michel-l'Observatoire, Saumane, Simiane-la-Rotonde, Vachères, Villemus. |
| Riez                       | Riez                       | 26                              | Barrême, Beynes, Blieux, Bras-d'Asse, Le Castellet, Le Chaffaut-Saint-Jurson, Châteauredon, Chaudon-Norante, Clumanc, Entrevennes, Estoublon, Majastres, Mézel, Moustiers-Sainte-Marie, La Palud-sur-Verdon, Puimichel, Puimoisson, Riez, Roumoules, Saint-Jacques, Saint-Jeannet, Saint-Julien-d'Asse, Saint-Jurs, Saint-Lions, Senez, Tartonne.                                                      |
| Seyne                      | Seyne                      | 34                              | Archail, Auzet, Barles, Bayons, Beaujeu, Bellaffaire, Le Brusquet, Le Caire, Châteaufort, Clamensane, Claret, Curbans, Draix, Faucon-du-Caire, Gigors, La Javie, Melve, Montclar, La Motte-du-Caire, Nibles, Piégut, Prads-Haute-Bléone, Saint-Martin-lès-Seyne, Selonnet, Seyne, Sigoyer, Thèze, Turriers, Valavoire, Valernes, Vaumeilh, Venterol, Verdaches, Le Vernet.                             |
| Sisteron                   | Sisteron                   | 15                              | Authon, Bevons, Châteauneuf-Miravail, Curel, Entrepierres, Mison, Noyers-sur-Jabron, Les Omergues, Peipin, Saint-Geniez, Saint-Vincent-sur-Jabron, Salignac, Sisteron, Sourribes, Valbelle. |
| Valensole                  | Valensole                  | 10                              | Allemagne-en-Provence, Brunet, Esparron-de-Verdon, Gréoux-les-Bains, Montagnac-Montpezat, Quinson, Sainte-Croix-du-Verdon, Saint-Laurent-du-Verdon, Saint-Martin-de-Brômes, Valensole. |

## Hautes-Alpes (05) - 15 cantons
| Nom                       | Bureau centralisateur     | Communes                 | Communes |
| ------------------------- | ------------------------- | ------------------------ | --- |
| L'Argentière-la-Bessée    | L'Argentière-la-Bessée    | 8                        | L'Argentière-la-Bessée, Champcella, Freissinières, Puy-Saint-Vincent, La Roche-de-Rame, Saint-Martin-de-Queyrières, Vallouise-Pelvoux, Les Vigneaux. |
| Briançon-1                | Briançon                  | 9 + fraction de Briançon | Cervières, La Grave, Le Monêtier-les-Bains, Puy-Saint-André, Puy-Saint-Pierre, Saint-Chaffrey, La Salle-les-Alpes, Villar-d'Arêne, Villar-Saint-Pancrace et la première partie de Briançon. |
| Briançon-2                | Briançon                  | 3 + fraction de Briançon | Montgenèvre, Névache, Val-des-Prés et la seconde partie de Briançon. |
| Chorges                   | Chorges                   | 17                       | La Bâtie-Neuve, Bréziers, Chorges, Espinasses, Montgardin, Prunières, Puy-Saint-Eusèbe, Puy-Sanières, Réallon, Remollon, Rochebrune, La Rochette, Rousset, Saint-Apollinaire, Le Sauze-du-Lac, Savines-le-Lac, Théus. |
| Embrun                    | Embrun                    | 8                        | Baratier, Châteauroux-les-Alpes, Crévoux, Crots, Embrun, Les Orres, Saint-André-d'Embrun, Saint-Sauveur. |
| Gap-1                     | Gap                       | Fraction de Gap          | La première partie de Gap. |
| Gap-2                     | Gap                       | Fraction de Gap          | La deuxième partie de Gap. |
| Gap-3                     | Gap                       | Fraction de Gap          | La troisième partie de Gap. |
| Gap-4                     | Gap                       | Fraction de Gap          | La dernière partie de Gap. |
| Guillestre                | Guillestre                | 16                       | Abriès-Ristolas, Aiguilles, Arvieux, Ceillac, Château-Ville-Vieille, Eygliers, Guillestre, Molines-en-Queyras, Mont-Dauphin, Réotier, Risoul, Saint-Clément-sur-Durance, Saint-Crépin, Saint-Véran, Vars. |
| Laragne-Montéglin         | Laragne-Montéglin         | 11                       | Barret-sur-Méouge, Éourres, Laragne-Montéglin, Lazer, Monêtier-Allemont, Le Poët, Saint-Pierre-Avez, Salérans, Upaix, Ventavon, Val-Buëch-Méouge. |
| Saint-Bonnet-en-Champsaur | Saint-Bonnet-en-Champsaur | 25                       | Ancelle, Aubessagne, Aspres-lès-Corps, Buissard, Chabottes, Champoléon, La Chapelle-en-Valgaudémar, La Fare-en-Champsaur, Forest-Saint-Julien, Le Glaizil, Laye, La Motte-en-Champsaur, Le Noyer, Orcières, Poligny, Saint-Bonnet-en-Champsaur, Saint-Firmin, Saint-Jacques-en-Valgodemard, Saint-Jean-Saint-Nicolas, Saint-Julien-en-Champsaur, Saint-Laurent-du-Cros, Saint-Léger-les-Mélèzes, Saint-Maurice-en-Valgodemard, Saint-Michel-de-Chaillol, Villar-Loubière.                      |
| Serres                    | Serres                    | 37                       | Aspremont, Aspres-sur-Buëch, La Bâtie-Montsaléon, La Beaume, Le Bersac, Chabestan, Chanousse, L'Épine, Étoile-Saint-Cyrice, Garde-Colombe, La Faurie, La Haute-Beaume, Méreuil, Montbrand, Montclus, Montjay, Montrond, Moydans, Nossage-et-Bénévent, Orpierre, Oze, La Piarre, Ribeyret, Rosans, Saint-André-de-Rosans, Saint-Auban-d'Oze, Saint-Julien-en-Beauchêne, Saint-Pierre-d'Argençon, Sainte-Colombe, Le Saix, Saléon, Savournon, Serres, Sigottier, Sorbiers, Trescléoux, Valdoule. |
| Tallard                   | Tallard                   | 19                       | Avançon, Barcillonnette, La Bâtie-Vieille, Châteauvieux, Esparron, Fouillouse, La Freissinouse, Jarjayes, Lardier-et-Valença, Lettret, Neffes, Pelleautier, Rambaud, Saint-Étienne-le-Laus, La Saulce, Sigoyer, Tallard, Valserres, Vitrolles. |
| Veynes                    | Veynes                    | 8                        | Châteauneuf-d'Oze, Le Dévoluy, Furmeyer, Manteyer, Montmaur, Rabou, La Roche-des-Arnauds, Veynes. |

## Alpes-Maritimes (06) - 27 cantons
| Nom                  | Bureau centralisateur | Communes                        | Communes |
| -------------------- | --------------------- | ------------------------------- | --- |
| Antibes-1            | Antibes               | 1 + fraction Antibes            | Vallauris et la première partie d'Antibes. |
| Antibes-2            | Antibes               | Fraction Antibes                | La deuxième partie d'Antibes. |
| Antibes-3            | Antibes               | 1 + fraction Antibes            | Biot et la troisième partie d'Antibes. |
| Beausoleil           | Beausoleil            | 7                               | Beaulieu-sur-Mer, Beausoleil, Cap-d'Ail, Èze, Saint-Jean-Cap-Ferrat, La Turbie, Villefranche-sur-Mer. |
| Cagnes-sur-Mer-1     | Cagnes-sur-Mer        | Fraction de Cagnes-sur-Mer      | Première partie de Cagnes-sur-Mer. |
| Cagnes-sur-Mer-2     | Cagnes-sur-Mer        | 2 + fraction de Cagnes-sur-Mer  | La Gaude, Saint-Laurent-du-Var et la seconde partie de Cagnes-sur-Mer. |
| Cannes-1             | Cannes                | Fraction de Cannes et du Cannet | La première partie de Cannes et la première partie du Cannet. |
| Cannes-2             | Cannes                | Fraction de Cannes              | La seconde partie de Cannes. |
| Le Cannet            | Le Cannet             | 1 + fraction du Cannet          | Mougins et la seconde partie du Cannet. |
| Contes               | Contes                | 20                              | Bendejun, Berre-les-Alpes, Blausasc, Breil-sur-Roya, La Brigue, Cantaron, Châteauneuf-Villevieille, Coaraze, Contes, Drap, L'Escarène, Fontan, Lucéram, Moulinet, Peille, Peillon, Saorge, Sospel, Touët-de-l'Escarène, Tende. |
| Grasse-1             | Grasse                | 18 + fraction Grasse            | Amirat, Andon, Briançonnet, Cabris, Caille, Collongues, Escragnolles, Gars, Le Mas, Les Mujouls, Peymeinade, Saint-Auban, Saint-Cézaire-sur-Siagne, Saint-Vallier-de-Thiey, Séranon, Spéracèdes, Le Tignet, Valderoure et la première partie de Grasse. |
| Grasse-2             | Grasse                | 1 + fraction Grasse             | Mouans-Sartoux et la seconde partie de Grasse. |
| Mandelieu-la-Napoule | Mandelieu-la-Napoule  | 5                               | Auribeau-sur-Siagne, Mandelieu-la-Napoule, Pégomas, La Roquette-sur-Siagne, Théoule-sur-Mer. |
| Menton               | Menton                | 6                               | Castellar, Castillon, Gorbio, Menton, Roquebrune-Cap-Martin, Sainte-Agnès. |
| Nice-1               | Nice                  | Fraction de Nice                | La première partie de Nice. |
| Nice-2               | Nice                  | Fraction de Nice                | La deuxième partie de Nice. |
| Nice-3               | Nice                  | 3 + fraction de Nice            | Le Broc, Carros, Gattières et la troisième partie de Nice. |
| Nice-4               | Nice                  | Fraction de Nice                | La quatrième partie de Nice. |
| Nice-5               | Nice                  | Fraction de Nice                | La cinquième partie de Nice. |
| Nice-6               | Nice                  | Fraction de Nice                | La sixième partie de Nice. |
| Nice-7               | Nice                  | 2 + fraction de Nice            | Saint-André-de-la-Roche, La Trinité et la septième partie de Nice. |
| Nice-8               | Nice                  | Fraction de Nice                | La huitième partie de Nice. |
| Nice-9               | Nice                  | Fraction de Nice                | La dernière partie de Nice. |
| Tourrette-Levens     | Tourrette-Levens      | 28                              | Aspremont, Belvédère, La Bollène-Vésubie, Castagniers, Clans, Colomars, Duranus, Falicon, Ilonse, Isola, Lantosque, Levens, Marie, Rimplas, Roquebillière, Roubion, Roure, La Roquette-sur-Var, Saint-Blaise, Saint-Dalmas-le-Selvage, Saint-Étienne-de-Tinée, Saint-Martin-du-Var, Saint-Martin-Vésubie, Saint-Sauveur-sur-Tinée, Tourrette-Levens, Utelle, Valdeblore, Venanson. |
| Valbonne             | Valbonne              | 11 + fraction d'Antibes         | Le Bar-sur-Loup, Caussols, Châteauneuf-Grasse, Cipières, Courmes, Gourdon, Gréolières, Opio, Le Rouret, Tourrettes-sur-Loup, Valbonne et la dernière partie d'Antibes. |
| Vence                | Vence                 | 47                              | Aiglun, Ascros, Auvare, Bairols, Beuil, Bézaudun-les-Alpes, Bonson, Bouyon, Châteauneuf-d'Entraunes, Conségudes, Coursegoules, La Croix-sur-Roudoule, Cuébris, Daluis, Entraunes, Les Ferres, Gilette, Guillaumes, Lieuche, Malaussène, Massoins, La Penne, Péone, Pierlas, Pierrefeu, Puget-Rostang, Puget-Théniers, Revest-les-Roches, Rigaud, La Roque-en-Provence, Roquestéron, Saint-Antonin, Saint-Jeannet, Saint-Léger, Saint-Martin-d'Entraunes, Sallagriffon, Sauze, Sigale, Thiéry, Toudon, Touët-sur-Var, La Tour, Tourette-du-Château, Tournefort, Vence, Villars-sur-Var, Villeneuve-d'Entraunes. |
| Villeneuve-Loubet    | Villeneuve-Loubet     | 4                               | La Colle-sur-Loup, Roquefort-les-Pins, Saint-Paul-de-Vence, Villeneuve-Loubet. |

## Bouches-du-Rhône (13) - 29 cantons
| Nom                 | Bureau centralisateur | Communes                           | Communes |
| ------------------- | --------------------- | ---------------------------------- | --- |
| Aix-en-Provence-1   | Aix-en-Provence       | Fraction d'Aix-en-Provence         | La première partie d'Aix-en-Provence. |
| Aix-en-Provence-2   | Aix-en-Provence       | Fraction d'Aix-en-Provence         | La seconde partie d'Aix-en-Provence. |
| Allauch             | Allauch               | 10                                 | Allauch, Auriol, Belcodène, La Bouilladisse, Cadolive, La Destrousse, Gréasque, Peypin, Plan-de-Cuques, Saint-Savournin. |
| Arles               | Arles                 | 3                                  | Arles, Port-Saint-Louis-du-Rhône, Saintes-Maries-de-la-Mer. |
| Aubagne             | Aubagne               | 3                                  | Aubagne, La Penne-sur-Huveaune, Roquevaire. |
| Berre-l'Étang       | Berre-l'Étang         | 9                                  | Berre-l'Étang, Cornillon-Confoux, Coudoux, La Fare-les-Oliviers, Lançon-Provence, Rognac, Saint-Chamas, Velaux, Ventabren. |
| Châteaurenard       | Châteaurenard         | 15                                 | Barbentane, Boulbon, Cabannes, Châteaurenard, Eyragues, Graveson, Maillane, Saint-Pierre-de-Mézoargues, Mollégès, Noves, Plan-d'Orgon, Rognonas, Saint-Andiol, Tarascon, Verquières.                                                                                       |
| La Ciotat           | La Ciotat             | 7                                  | Carnoux-en-Provence, Cassis, Ceyreste, La Ciotat, Cuges-les-Pins, Gémenos, Roquefort-la-Bédoule. |
| Gardanne            | Gardanne              | 5                                  | Gardanne, Mimet, Les Pennes-Mirabeau, Septèmes-les-Vallons, Simiane-Collongue. |
| Istres              | Istres                | 3                                  | Fos-sur-Mer, Istres, Saint-Mitre-les-Remparts. |
| Marignane           | Marignane             | 7                                  | Carry-le-Rouet, Châteauneuf-les-Martigues, Ensuès-la-Redonne, Gignac-la-Nerthe, Marignane, Le Rove, Sausset-les-Pins. |
| Marseille-1         | Marseille             | Fraction de Marseille              | La première partie de Marseille. |
| Marseille-2         | Marseille             | Fraction de Marseille              | La deuxième partie de Marseille. |
| Marseille-3         | Marseille             | Fraction de Marseille              | La troisième partie de Marseille. |
| Marseille-4         | Marseille             | Fraction de Marseille              | La quatrième partie de Marseille. |
| Marseille-5         | Marseille             | Fraction de Marseille              | La cinquième partie de Marseille. |
| Marseille-6         | Marseille             | Fraction de Marseille              | La sixième partie de Marseille. |
| Marseille-7         | Marseille             | Fraction de Marseille              | La septième partie de Marseille. |
| Marseille-8         | Marseille             | Fraction de Marseille              | La huitième partie de Marseille. |
| Marseille-9         | Marseille             | Fraction de Marseille              | La neuvième partie de Marseille. |
| Marseille-10        | Marseille             | Fraction de Marseille              | La dixième partie de Marseille. |
| Marseille-11        | Marseille             | Fraction de Marseille              | La onzième partie de Marseille. |
| Marseille-12        | Marseille             | Fraction de Marseille              | La dernière partie de Marseille. |
| Martigues           | Martigues             | 2                                  | Martigues, Port-de-Bouc. |
| Pélissanne          | Pélissanne            | 13                                 | Alleins, Aurons, La Barben, Charleval, Éguilles, Lambesc, Mallemort, Pélissanne, Rognes, La Roque-d'Anthéron, Saint-Cannat, Saint-Estève-Janson, Vernègues. |
| Salon-de-Provence-1 | Salon-de-Provence     | 14 + fraction de Salon-de-Provence | Aureille, Les Baux-de-Provence, Eygalières, Eyguières, Fontvieille, Lamanon, Mas-Blanc-des-Alpilles, Maussane-les-Alpilles, Mouriès, Orgon, Paradou, Saint-Étienne-du-Grès, Saint-Rémy-de-Provence, Sénas et la première partie de Salon-de-Provence.                      |
| Salon-de-Provence-2 | Salon-de-Provence     | 3 + fraction de Salon-de-Provence  | Grans, Miramas, Saint-Martin-de-Crauet la seconde partie de Salon-de-Provence. |
| Trets               | Trets                 | 18                                 | Beaurecueil, Châteauneuf-le-Rouge, Fuveau, Jouques, Meyrargues, Meyreuil, Peynier, Peyrolles-en-Provence, Puyloubier, Le Puy-Sainte-Réparade, Rousset, Saint-Antonin-sur-Bayon, Saint-Marc-Jaumegarde, Saint-Paul-lès-Durance, Le Tholonet, Trets, Vauvenargues, Venelles. |
| Vitrolles           | Vitrolles             | 4                                  | Bouc-Bel-Air, Cabriès, Saint-Victoret, Vitrolles. |

## Var(83) - 23 cantons
| N° | Nom du Canton                 | Nombre de communes entières   | Communes composant le canton |
| -- | ----------------------------- | ----------------------------- | --- |
| 1  | Brignoles                     | 12                            | Brignoles, La Celle, Carcès, Correns, Cotignac, Entrecasteaux, Montfort-sur-Argens, Rougiers, Saint-Antonin-du-Var, Tourves, Le Val, Vins-sur-Caramy. |
| 2  | La Crau                       | 5 + fraction Hyères           | 1° Les communes suivantes : Bormes-les-Mimosas, La Crau, Le Lavandou, La Londe-les-Maures, Rayol-Canadel-sur-Mer. 2° La partie de la commune d'Hyères située au nord d'une ligne définie par l'axe des voies et limites suivantes : depuis la limite territoriale de la commune de Carqueiranne, route de la Benoîte, chemin du Col-de-Serre, route des Loubes, route départementale 276, rond-point Saint-Martin, chemin Saint-Jean, chemin du Rocher-Saint-Jean, rond-point du Maréchal-Juin, route départementale 276a, autoroute A 570 jusqu'au rond-point de la route de Toulon (route départementale 98), route de Toulon (route départementale 46, puis route départementale 554), avenue de Toulon (route départementale 554), allée de la Roche-Taillée, prolongement droit jusqu'au croisement du chemin de Beauvallon, ligne droite jusqu'au croisement entre l'impasse de Beauvallon et le chemin de Beauvallon-Haut, chemin de Beauvallon-Haut, chemin du Vieux-Château, montée de Noailles, rue Saint-Pierre, rue Barruc, rue Saint-Esprit, rue du Trou-de-la-Serre, sentier Saint-Pierre, montée de Noailles, avenue Paul-Long-Prolongée, boulevard Matignon, boulevard Frédéric-Mistral, traversée Frédéric-Mistral, boulevard Frédéric-Mistral, boulevard d'Orient, avenue du Général-Mangin, rue de Castelnau, avenue Alphonse-Denis, avenue du Quinzième-Corps, chemin de l'Excelsior, rue Eugène-Berre, avenue du Docteur-Zamenhof, impasse du Docteur-Zamenhof, ligne droite dans le prolongement de l'impasse du Docteur-Zamenhof jusqu'au chemin de l'Excelsior, chemin de l'Excelsior, chemin de Bellevue, allée Victor-Bellaguet, avenue de Rottweil, rue Guy-Couffe, chemin du Plan-du-Pont, traverse du Plan-du-Pont, ligne droite dans le prolongement de la traverse du Plan-du-Pont, cours du Gapeau, ligne droite perpendiculaire au cours du Gapeau dans l'axe du chemin du Vivier, route de Pierrefeu (route départementale 12), chemin du Moulin-du-Premier (route départementale 12), chemin des Bords-du-Gapeau, route départementale 98, chemin des Ourlèdes, chemin du Moulin-Premier (route départementale 559A), jusqu'à la limite territoriale de la commune de La Londe-les-Maures. |
| 3  | Draguignan                    | 2                             | Draguignan, Trans-en-Provence. |
| 4  | Flayosc                       | 34                            | Aiguines, Ampus, Artignosc-sur-Verdon, Aups, Bargème, Bargemon, La Bastide, Baudinard-sur-Verdon, Bauduen, Le Bourguet, Brenon, Callas, Châteaudouble, Châteauvieux, Claviers, Comps-sur-Artuby, Figanières, Flayosc, Fox-Amphoux, La Martre, Moissac-Bellevue, Montferrat, Montmeyan, La Motte, Régusse, La Roque-Esclapon, Salernes, Les Salles-sur-Verdon, Sillans-la-Cascade, Tavernes, Tourtour, Trigance, Vérignon, Villecroze. |
| 5  | Fréjus                        | fraction Fréjus               | Partie de la commune de Fréjus située au sud d'une ligne définie par l'axe des voies et limites suivantes : depuis la limite territoriale de la commune de Puget-sur-Argens, limite du lieudit Cure-Béasse (exclu), route départementale 4, rue des Combattants-d'Afrique-du-Nord, ligne droite perpendiculaire à l'intersection de l'autoroute A 8, cours du Gonfaron, cours du Reyan, ligne perpendiculaire au cours du Reyan jusqu'au rond-point à l'angle de l'avenue Pierre-Nieto et de la route départementale 37, route départementale 37, demi-échangeur de Fréjus-Est, cours du Reyan, cours du Gargalon, route départementale 637, route de Cannes (route départementale 7), avenue René-Couzinet, allée des Yuccas, ligne droite jusqu'à l'angle de l'allée des Cystes, ligne droite jusqu'à la route départementale 37, route départementale 37, avenue de l'Europe, avenue du Général-Callies, rond-point de Triberg-Claus-Blum, avenue du Général-Callies, rond-point de la Pagode, avenue du Général-Henri-Giraud, rue de la Montagne, rond-point du Docteur-Donnadieu, rue du Docteur-Donnadieu, rond-point, rue Jean-Giono, jusqu'à la limite territoriale de la commune de Saint-Raphaël. |
| 6  | La Garde                      | 3                             | Carqueiranne, La Garde, Le Pradet. |
| 7  | Garéoult                      | 12                            | Camps-la-Source, Carnoules, Forcalqueiret, Garéoult, Mazaugues, Méounes-lès-Montrieux, Néoules, Pierrefeu-du-Var, Puget-Ville, Rocbaron, La Roquebrussanne, Sainte-Anastasie-sur-Issole. |
| 8  | Hyères                        | fraction Hyères               | Partie de la commune d'Hyères non incluse dans le canton de La Crau. |
| 9  | Le Luc                        | 11                            | Besse-sur-Issole, Cabasse, Le Cannet-des-Maures, Collobrières, Flassans-sur-Issole, La Garde-Freinet, Gonfaron, Le Luc, Les Mayons, Pignans, Le Thoronet. |
| 10 | Ollioules                     | 4                             | Bandol, Évenos, Ollioules, Sanary-sur-Mer. |
| 11 | Roquebrune-sur-Argens         | 11                            | Bagnols-en-Forêt, Callian, Fayence, Mons, Montauroux, Puget-sur-Argens, Roquebrune-sur-Argens, Saint-Paul-en-Forêt, Seillans, Tanneron, Tourrettes. |
| 12 | Saint-Cyr-sur-Mer             | 9                             | Le Beausset, La Cadière-d'Azur, Le Castellet, Nans-les-Pins, Plan-d'Aups-Sainte-Baume, Riboux, Saint-Cyr-sur-Mer, Saint-Zacharie, Signes. |
| 13 | Saint-Maximin-la-Sainte-Baume | 19                            | Artigues, Barjols, Bras, Brue-Auriac, Châteauvert, Esparron, Ginasservis, Ollières, Pontevès, Pourcieux, Pourrières, Rians, Saint-Julien, Saint-Martin-de-Pallières, Saint-Maximin-la-Sainte-Baume, Seillons-Source-d'Argens, Varages, La Verdière, Vinon-sur-Verdon. |
| 14 | Saint-Raphaël                 | 2 + fraction Fréjus           | 1° Les communes suivantes : Les Adrets-de-l'Estérel, Saint-Raphaël. 2° La partie de la commune de Fréjus non incluse dans le canton de Fréjus. |
| 15 | Sainte-Maxime                 | 10                            | Cavalaire-sur-Mer, Cogolin, La Croix-Valmer, Gassin, Grimaud, La Môle, Le Plan-de-la-Tour, Ramatuelle, Saint-Tropez, Sainte-Maxime. |
| 16 | La Seyne-sur-Mer-1            | fraction La Seyne-sur-Mer     | Partie de la commune de La Seyne-sur-Mer située au nord d'une ligne définie par l'axe des voies et limites suivantes : depuis la limite territoriale de la commune de Six-Fours-les-Plages, chemin de Ferri, chemin des Barelles, route de Janas, cours d'eau, chemin de Fabregas-aux-Moulières, chemin de Fabregas, route départementale 816, chemin de l'Oide, chemin des Deux-Chênes, chemin des Plaines, route de Fabregas, rue du Lotissement « les Acacias », lotissement « les Acacias » jusqu'au croisement de l'avenue Auguste-Renoir, avenue Auguste-Renoir, rond-point, avenue Auguste-Renoir, rond-point du Docteur-Jean-Sauvet, avenue Auguste-Renoir, rond-point Salvador-Allende, avenue Pablo-Neruda, rond-point, avenue Fernand-Léger, avenue Noël-Verlaque, chemin de l'Evescat-aux-Sablettes, avenue Henri-Guillaume, chemin de l'Evescat, chemin de l'Evescat-au-Fort-Caire, avenue du Général-Carmille, avenue Auguste-Plane, jusqu'au littoral. |
| 17 | La Seyne-sur-Mer-2            | 2 + fraction La Seyne-sur-Mer | 1° Les communes suivantes : Six-Fours-les-Plages, Saint-Mandrier-sur-Mer. 2° La partie de la commune de La Seyne-sur-Mer non incluse dans le canton de La Seyne-sur-Mer-1. |
| 18 | Solliès-Pont                  | 6                             | Belgentier, Cuers, La Farlède, Solliès-Pont, Solliès-Toucas, Solliès-Ville. |
| 19 | Toulon-1                      | fraction Toulon               | Partie de la commune de Toulon située au sud d'une ligne définie par l'axe des voies et limites suivantes : depuis la limite territoriale de la commune d'Ollioules, ligne de chemin de fer longeant l'emprise de la base navale de Toulon, cours du Las, avenue Aristide-Briand, autoroute A 50, avenue des Fusiliers-Marins, avenue du Quinzième-Corps, avenue du Ier-Bataillon-de-Choc, rue Serre, rue de Lyon, boulevard du Docteur-François-Fénelon, rue Curie, rue Sagnes, rue Gorlier, place Martin-Bidoure, rue Bossuet, place Parmentier, rue Bossuet, rue Lacordaire, boulevard Flamenq, voie de chemin de fer, pont Louis-Armand, avenue de la Victoire-du-8-Mai-1945, rue Alexandre-Borelly, chemin de Ronde, rue Francis-Garnier, corniche Marius-Escartefigue, route du Faron, passage Michel-Berthèle, avenue du Val-Fleuri, avenue de Siblas, boulevard Raynouard, avenue du Vert-Coteau, rue Cap-Aniort, rue du Commandant-Morazzani, voie de chemin de fer, boulevard des Acacias, rue Bernard-Palissy, rue du Général-Caillet, boulevard du Maréchal-Joffre, rue Brusquet, avenue Benoît-Malon, avenue d'Orient, croisement entre l'avenue d'Orient et la rue de Suez, ligne droite jusqu'à l'avenue du Général-Weygand, avenue Alphonse-Juin, boulevard Léon-Bourgeois, rue de l'Amiral-Nomy, rond-point Henri-Fabre, avenue du 3e-Régiment-de-Tirailleurs-Algériens, quai Marcel-Pagnol, avenue Pierre-Loti, avenue du 21e-Régiment-d'Infanterie-Coloniale, avenue du Maréchal-de-Lattre-de-Tassigny, place du Docteur-Horace-Cristol, boulevard Bazeilles, rue Marius-Lazare-Riolfo, rue du Président-Robert-Schuman, rue Marc-Baron, rue du Commandant-Infernet, place du Commandant-Pascal-Laurenti, rue du Commandant-Infernet, allée du Lieutenant-Colonel-Carmi, avenue du Maréchal-de-Lattre-de-Tassigny, rue de l'Amiral-Jaujard, place Louis-Pasteur, rue Léon-Reboul, rond-point du Général-Bonaparte, avenue de la République, ligne droite passant par l'extrémité du quai de la Sinse, jusqu'au littoral. |
| 20 | Toulon-2                      | fraction Toulon               | Partie de la commune de Toulon située à l'ouest d'une ligne définie par l'axe des voies et limites suivantes depuis la limite territoriale de la commune de La Seyne-sur-Mer, ligne de chemin de fer, cours du Las, avenue Aristide-Briand, autoroute A 50, avenue des Fusiliers-Marins, avenue du Quinzième-Corps, avenue du Ier-Bataillon-de-Choc, rue Serre, rue de Lyon, boulevard du Docteur-François-Fénelon, rue Curie, rue Sagnes, rue Gorlier, place Martin-Bidoure, rue Bossuet, place Parmentier, rue Bossuet, rue Lacordaire, boulevard Flamenq, voie de chemin de fer, pont Louis-Armand, avenue Emile-Vincent, rue Adolphe-Bony, rue de l'Amiral-Emeriau, rue Amable-Mabily, rue Sainte-Rose, avenue de Valbourdin, boulevard Bianchi, impasse de la Valbourdine, ligne droite jusqu'au chemin du Fort-Rouge, route du Faron, ligne droite passant au nord du fort Saint-Antoine jusqu'au croisement de l'avenue des Moulins, chemin du Béal jusqu'au croisement de la rue Louis-Braille, ligne droite jusqu'au chemin du Jonquet, boulevard de l'Ingénieur-Bonnier, chemin de Rigoumel, rue Antoine-Groignard, avenue des Fils-Marescot, chemin du Baou-de-Quatro-Ouro, cours d'eau, ligne droite prolongeant le cours d'eau jusqu'au chemin de la Majourane, avenue du Chêne-Vert, ligne droite dans le prolongement de l'avenue du Chêne-Vert jusqu'à l'allée du Val-Doux, ligne droite jusqu'à l'extrémité du chemin des Bonnes-Herbes, ligne droite jusqu'aux limites territoriales des communes d'Ollioules et d'Evenos. |
| 21 | Toulon-3                      | 2 + fraction Toulon           | 1° Les communes suivantes : La Valette-du-Var, Le Revest-les-Eaux. 2° La partie de la commune de Toulon située au nord d'une ligne définie par l'axe des voies et limites suivantes : depuis les limites territoriales des communes d'Ollioules et d'Evenos, ligne droite jusqu'à l'extrémité du chemin des Bonnes-Herbes, ligne droite depuis l'allée du Val-Doux dans le prolongement de l'avenue du Chêne-Vert jusqu'à l'avenue du Chêne-Vert, avenue du Chêne-Vert, ligne droite tracée depuis le chemin de la Majourane jusqu'au cours d'eau, dans le prolongement du cours d'eau, cours d'eau, chemin du Baou-de-Quatro-Ouro, avenue des Fils-Marescot, rue Antoine-Groignard, chemin de Rigoumel, boulevard de l'Ingénieur-Bonnier, chemin du Jonquet, rue Louis-Braille, avenue des Moulins, ligne droite passant au nord du fort Saint-Antoine jusqu'au chemin du Fort-Rouge, route du Faron, impasse Valbourdine, boulevard Bianchi, avenue de Valbourdin, rue Sainte-Rose, rue Amable-Mabily, rue de l'Amiral-Emeriau, rue Adolphe-Bony, avenue de la Victoire-du-8-Mai-1945, rue Alexandre-Borelly, chemin de Ronde, rue Francis-Garnier, corniche Marius-Escartefigue, route du Faron, passage Michel-Berthèle, avenue du Val-Fleuri, avenue de Siblas, boulevard Raynouard, avenue du Vert-Coteau, rue Cap-Aniort, rue du Commandant-Morazzani, ligne de chemin de fer à partir de l'extrémité de la rue du Commandant-Morazzani, boulevard de l'Abbé-Duployé, avenue Joseph-Louis-Ortolan, croisement de la corniche Marius-Escartefigue et prolongement jusqu'à l'ancien chemin de la Valette, ancien chemin de la Valette, jusqu'à la limite territoriale de la commune de La Valette-du-Var. |
| 22 | Toulon-4                      | fraction Toulon               | Partie de la commune de Toulon non incluse dans les cantons de Toulon-1, 2 et 3 |
| 23 | Vidauban                      | 5                             | Les Arcs, Lorgues, Le Muy, Taradeau, Vidauban. |

## Vaucluse(84) - 17 cantons
| N° | Nom du canton        | Nombre de communes   | Communes composant le canton |
| -- | -------------------- | -------------------- | --- |
| 1  | Apt                  | 27                   | Apt, Auribeau, Beaumettes, Bonnieux, Buoux, Caseneuve, Castellet, Gargas, Gignac, Gordes, Goult, Joucas, Lacoste, Lagarde-d'Apt, Lioux, Ménerbes, Murs, Oppède, Roussillon, Rustrel, Saignon, Saint-Martin-de-Castillon, Saint-Pantaléon, Saint-Saturnin-lès-Apt, Sivergues, Viens, Villars. |
| 2  | Avignon-1            | fraction Avignon     | Partie de la commune d'Avignon située à l'ouest et au sud d'une ligne définie par l'axe des voies et limites suivantes : depuis la limite territoriale de la commune des Angles, ligne de chemin de fer d'Avignon à Miramas, canal de Champfleury depuis son extrémité, avenue Eisenhower, avenue Étienne-Martelange, avenue Monclar, rue Universelle, avenue Saint-Ruf, ligne de chemin de fer d'Avignon à Miramas, avenue Pierre-Semard, rond-point de la route de Marseille, chemin de l'Amandier, avenue de la Croix-Rouge, chemin des Bonnes-Huiles, chemin de la Grande-Chaussée, chemin des Pêcheraies, rue de la Garance, allée Saint-Martial, avenue du Moulin-de-Notre-Dame, avenue de la Bouquetière, canal Puy au niveau de l'extrémité de l'avenue de la Bouquetière, avenue de Tarascon, jusqu'à la limite territoriale de la commune de Rognonas. |
| 3  | Avignon-2            | fraction Avignon     | Partie de la commune d'Avignon située au nord d'une ligne définie par l'axe des voies et limites suivantes : depuis la limite territoriale de la commune des Angles, ligne de chemin de fer d'Avignon à Miramas, canal de Champfleury depuis son extrémité, avenue Eisenhower, avenue Etienne-Martelange, avenue Monclar, rue Universelle, place Saint-Ruf, avenue Saint-Ruf, ligne de chemin de fer d'Avignon à Miramas, ligne de chemin de fer de Paris à Marseille, avenue de la Folie, ligne droite perpendiculaire à la rue Konrad-Adenauer, rue Konrad-Adenauer, rue Emile-Picard, rue des Frères-Lumière, chemin du Pont-des-Deux-Eaux, avenue de la Folie, rue Vincent-Van-Gogh, rue Jean-Claude-Cundier, ligne droite dans le prolongement de la rue Jean-Claude-Cundier jusqu'à la rue Mélinée-et-Missak-Manouchian, avenue de la Folie, rond-point, rue Pierre-Mendès-France, rond-point, avenue de l'Amandier, carrefour de Réalpanier, jusqu'à la limite territoriale de la commune du Pontet. |
| 4  | Avignon-3            | 1 + fraction Avignon | 1. La commune de Morières-lès-Avignon. 2. La partie de la commune d'Avignon non incluse dans les cantons d'Avignon-1 et d'Avignon-2. |
| 5  | Bollène              | 9                    | Bollène, Lagarde-Paréol, Lamotte-du-Rhône, Lapalud, Mondragon, Mornas, Sainte-Cécile-les-Vignes, Sérignan-du-Comtat, Uchaux. |
| 6  | Carpentras           | 3                    | Aubignan, Carpentras, Loriol-du-Comtat. |
| 7  | Cavaillon            | 2                    | Caumont-sur-Durance, Cavaillon. |
| 8  | Cheval-Blanc         | 14                   | Cabrières-d'Avignon, Cadenet, Cheval-Blanc, Cucuron, Lagnes, Lauris, Lourmarin, Maubec, Mérindol, Puget, Puyvert, Robion, Taillades, Vaugines. |
| 9  | L'Isle-sur-la-Sorgue | 5                    | Châteauneuf-de-Gadagne, Fontaine-de-Vaucluse, L'Isle-sur-la-Sorgue, Saumane-de-Vaucluse, Le Thor. |
| 10 | Monteux              | 7                    | Althen-des-Paluds, Beaumes-de-Venise, Caromb, Entraigues-sur-la-Sorgue, Monteux, Saint-Hippolyte-le-Graveyron, Sarrians. |
| 11 | Orange               | 3                    | Caderousse, Orange, Piolenc. |
| 12 | Pernes-les-Fontaines | 21                   | Aurel, Le Beaucet, Bédoin, Blauvac, Crillon-le-Brave, Flassan, Malemort-du-Comtat, Mazan, Méthamis, Modène, Monieux, Mormoiron, Pernes-les-Fontaines, La Roque-sur-Pernes, Saint-Christol, Saint-Didier, Saint-Pierre-de-Vassols, Saint-Trinit, Sault, Venasque, Villes-sur-Auzon. |
| 13 | Pertuis              | 15                   | Ansouis, La Bastide-des-Jourdans, La Bastidonne, Beaumont-de-Pertuis, Cabrières-d'Aigues, Grambois, Mirabeau, La Motte-d'Aigues, Pertuis, Peypin-d'Aigues, Saint-Martin-de-la-Brasque, Sannes, La Tour-d'Aigues, Villelaure, Vitrolles-en-Luberon. |
| 14 | Le Pontet            | 5                    | Jonquerettes, Le Pontet, Saint-Saturnin-lès-Avignon, Vedène, Velleron. |
| 15 | Sorgues              | 5                    | Bédarrides, Châteauneuf-du-Pape, Courthézon, Jonquières, Sorgues. |
| 16 | Vaison-la-Romaine    | 29                   | Le Barroux, Beaumont-du-Ventoux, Brantes, Buisson, Cairanne, Camaret-sur-Aigues, Crestet, Entrechaux, Faucon, Gigondas, Lafare, Malaucène, Puyméras, Rasteau, Roaix, La Roque-Alric, Sablet, Saint-Léger-du-Ventoux, Saint-Marcellin-lès-Vaison, Saint-Romain-en-Viennois, Saint-Roman-de-Malegarde, Savoillan, Séguret, Suzette, Travaillan, Vacqueyras, Vaison-la-Romaine, Villedieu, Violès. |
| 17 | Valréas              | 4                    | Grillon, Richerenches, Valréas, Visan. |